# Weingraben
Weingraben (kroatiska: Bajngrob, ungerska: Borosd) är en ort och kommun i Österrike. Den ligger i distriktet Oberpullendorf i förbundslandet Burgenland, i den östra delen av landet, 80 km söder om huvudstaden Wien. 